# Spytkowice (Powiat Nowotarski)
Spytkowice ist ein Dorf im Powiat Nowotarski der Woiwodschaft Kleinpolen in Polen. Es bildet den einzigen Teil der gleichnamigen Landgemeinde mit etwa 4500 Einwohnern.

## Geographie
Der Ort liegt am obersten Lauf der Skawa östlich der Saybuschen Beskiden im Rabka Becken, nordöstlich des Gebirgspasses Spytkowicka (709 m). Die Nachbarorte sind Toporzysko und Wysoka im Norden, Raba Wyżna im Südosten, Podsarnie und Harkabuz im Süden sowie Podwilk im Südwesten.

## Geschichte
Im 13. Jahrhundert oder sogar früher führte durch den Gebirgspass Spytkowicka ein der Handelswege von Krakau nach Ungarn. Wegen der dichten Bewaldung war der Handelsweg schwerer aber kürzer als der Weg durch Sącz. Das Dorf wurde erst in der zweiten Hälfte des 16. Jahrhunderts von Spytek Jordan gegründet.
Eine römisch-katholische Pfarrei wurde im Jahr 1758 errichtet.
Bei der Ersten Teilung Polens kam das Dorf 1772 zum neuen Königreich Galizien und Lodomerien des habsburgischen Kaiserreichs (ab 1804).
1918, nach dem Ende des Ersten Weltkriegs und dem Zusammenbruch der k.u.k. Monarchie, kam Spytkowice zu Polen. Unterbrochen wurde dies nur durch die Besetzung Polens durch die Wehrmacht im Zweiten Weltkrieg.

## Landgemeinde
Von 1975 bis 1998 gehörte Spytkowice zur Woiwodschaft Nowy Sącz. Das Dorf wurde am 1. Januar 1998 von der Landgemeinde Raba Wyżna abgetrennt und bildet seitdem eine eigene Landgemeinde.

## Sehenswürdigkeiten

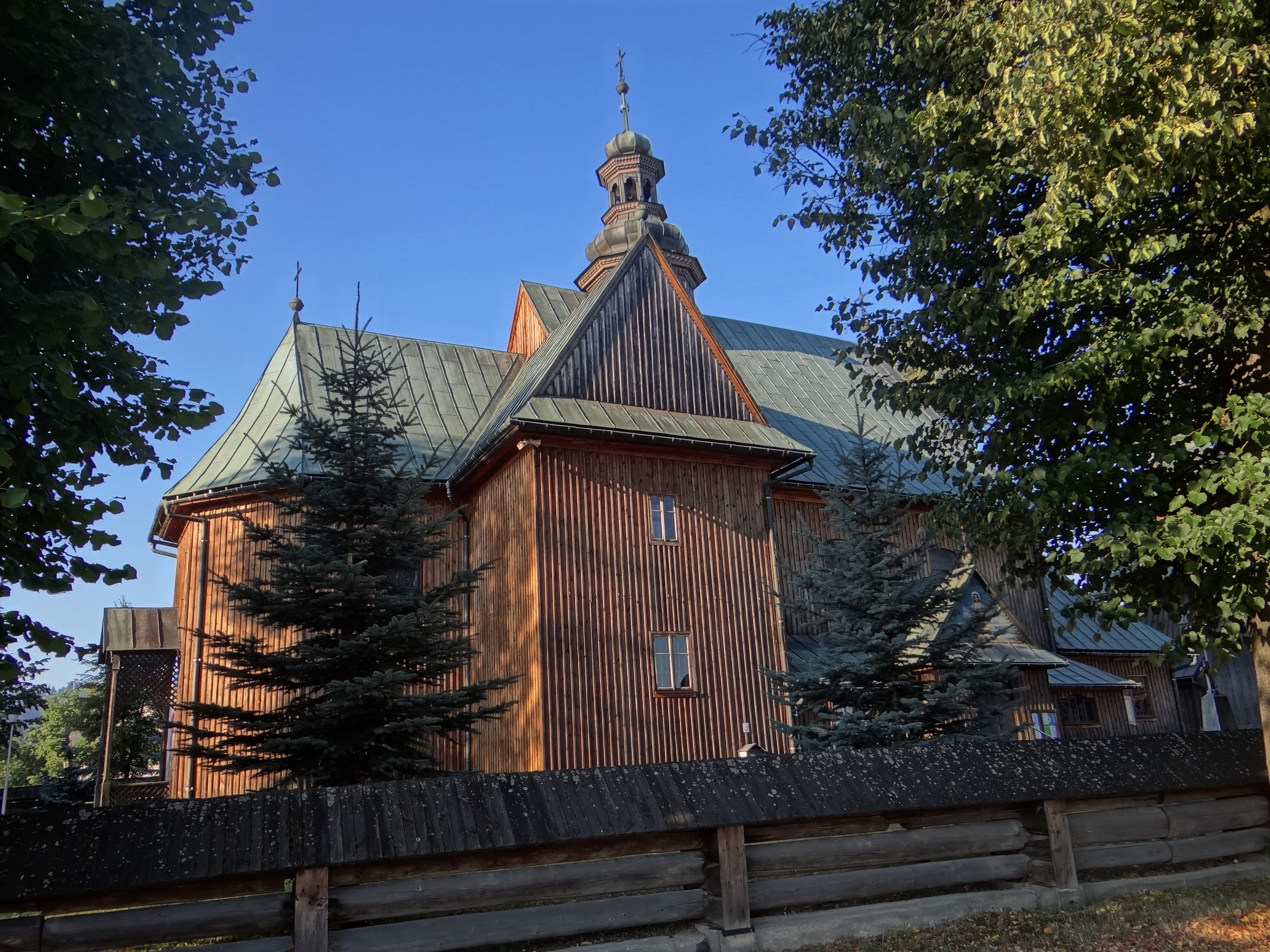
Kirche im Ort

- Kirche, gebaut in den Jahren 1763 bis 1765

## Verkehr
Durch Spytkowice verläuft die Staatsstraße DK 7.